# Ленцино
Ленцино (пол. Łęcino) — село в Польщі, у гміні Затори Пултуського повіту Мазовецького воєводства.
Населення — 23 особи (2011).
У 1975-1998 роках село належало до Остроленцького воєводства.

## Демографія
Демографічна структура станом на 31 березня 2011 року:
|          | Загалом | Допрацездатний вік | Працездатний вік | Постпрацездатний вік |
| -------- | ------- | ------------------ | ---------------- | -------------------- |
| Чоловіки | 12      | 3                  | 7                | 2                    |
| Жінки    | 11      | 1                  | 5                | 5                    |
| Разом    | 23      | 4                  | 12               | 7                    |